# Fasti consulares

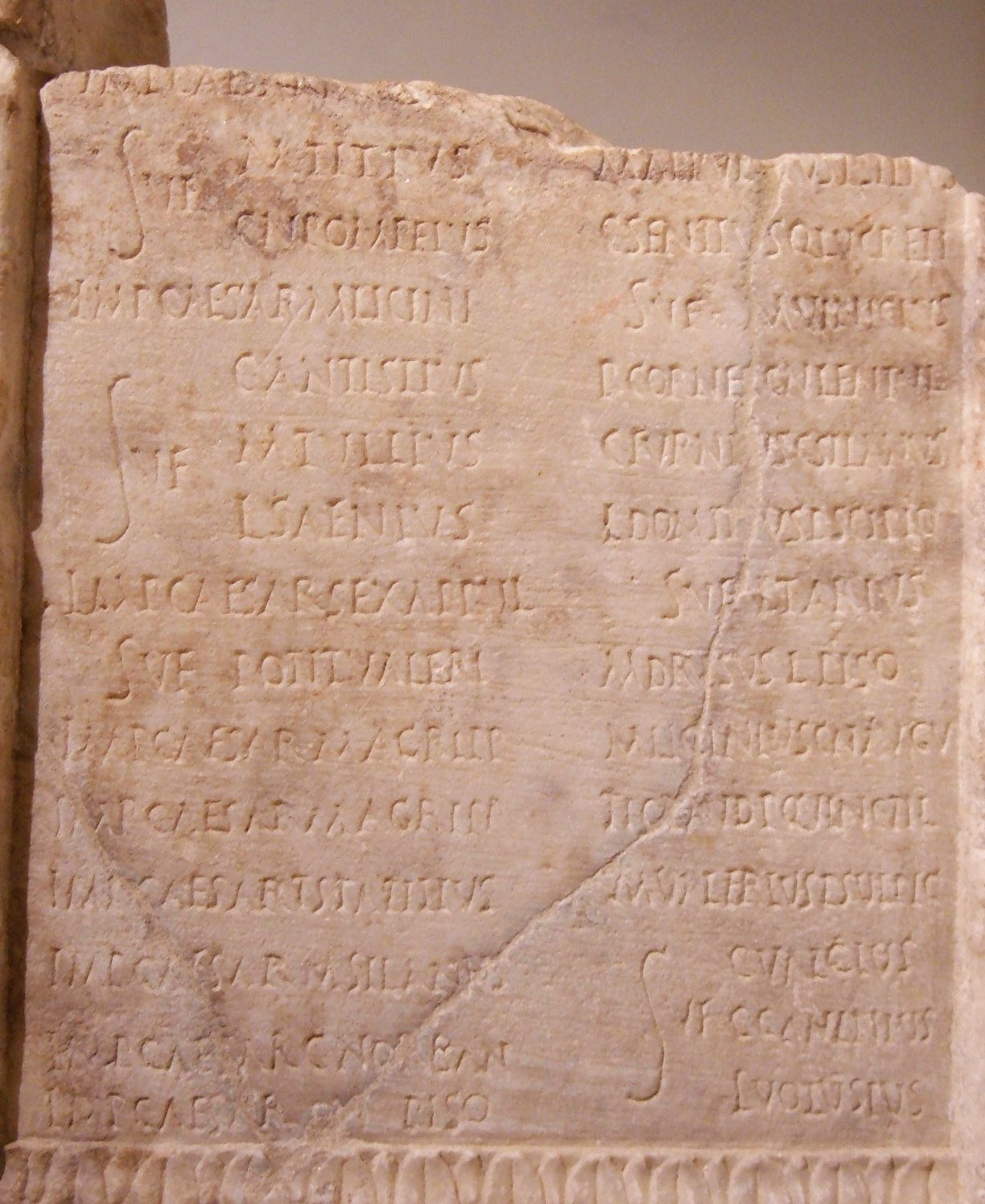
Frammento dei Fasti e calendario romano conservato a Roma (Museo delle Terme di Diocleziano).

I fasti consulares nella Roma antica erano gli elenchi dei nomi dei consoli in carica, anno per anno, registrati regolarmente dai Pontefici, che si susseguivano nella carica del consolato di anno in anno, dall'inizio della Res Publica, stimato intorno al 509 a.C.
I Pontefici erano tenuti a tenere queste scritture ed a presentarle al Senato.
I principali dati riguardanti la città, anno per anno, come i nomi dei consoli, le guerre, le battaglie combattute, la variazione dei costi delle derrate alimentari e tutto ciò che avesse rilevanza per la città, in sostanza le cronache cittadine, venivano segnate sulle Tabulae dealbatae, affisse sulla parete della Regia dai Pontefici.
A tal proposito si vedano i seguenti elenchi:
- Consoli repubblicani romani dal 509 al 31 a.C.
- Consoli alto imperiali romani dal 30 a.C. al 284 d.C.
- Consoli tardo imperiali romani dal 285 al 476 d.C.

Nel Palazzo dei Conservatori, nella sala della lupa in Campidoglio sono esposti i Fasti Capitolini, perché esposti all'interno del Palazzo dei Conservatori al Campidoglio, su ordine del cardinale Alessandro Farnese: successivamente, nello stesso luogo furono esposti altri fasti antichi rinvenuti sotto la soprintendenza di Carlo Fea nel 1820.
A questi si aggiungevano i fasti triumphales, anch'essi redatti annualmente, i quali erano gli elenchi dei trionfi dei magistrati dell'antichità romana.